# كريستيان كورنيليوس باوس
كريستيان كورنيليوس باوس هو قاضي وقانوني وسياسي نرويجي، ولد في 18 أكتوبر 1800 في شين في النرويج، وتوفي بنفس المكان في 8 أبريل 1879.

## مناصب
- انتخب عضو برلمان النرويج  [لغات أخرى]‏ عن دائرة Skien ‏ خلال فترته النيابية ‏ (1859 – 1861).
- انتخب عضو برلمان النرويج  [لغات أخرى]‏ عن دائرة Skien ‏ خلال فترته النيابية ‏ (1857 – 1858).
- انتخب نائب عضو برلمان النرويج  [لغات أخرى]‏ عن دائرة Lister og Mandals amt ‏ خلال فترته النيابية ‏ (1839 – 1841).
- انتخب عضو برلمان النرويج  [لغات أخرى]‏ عن دائرة Lister og Mandals amt ‏ خلال فترته النيابية ‏ (1848 – 1850).